# Paxville
Paxville est une ville du comté de Clarendon en Caroline du Sud, aux États-Unis.

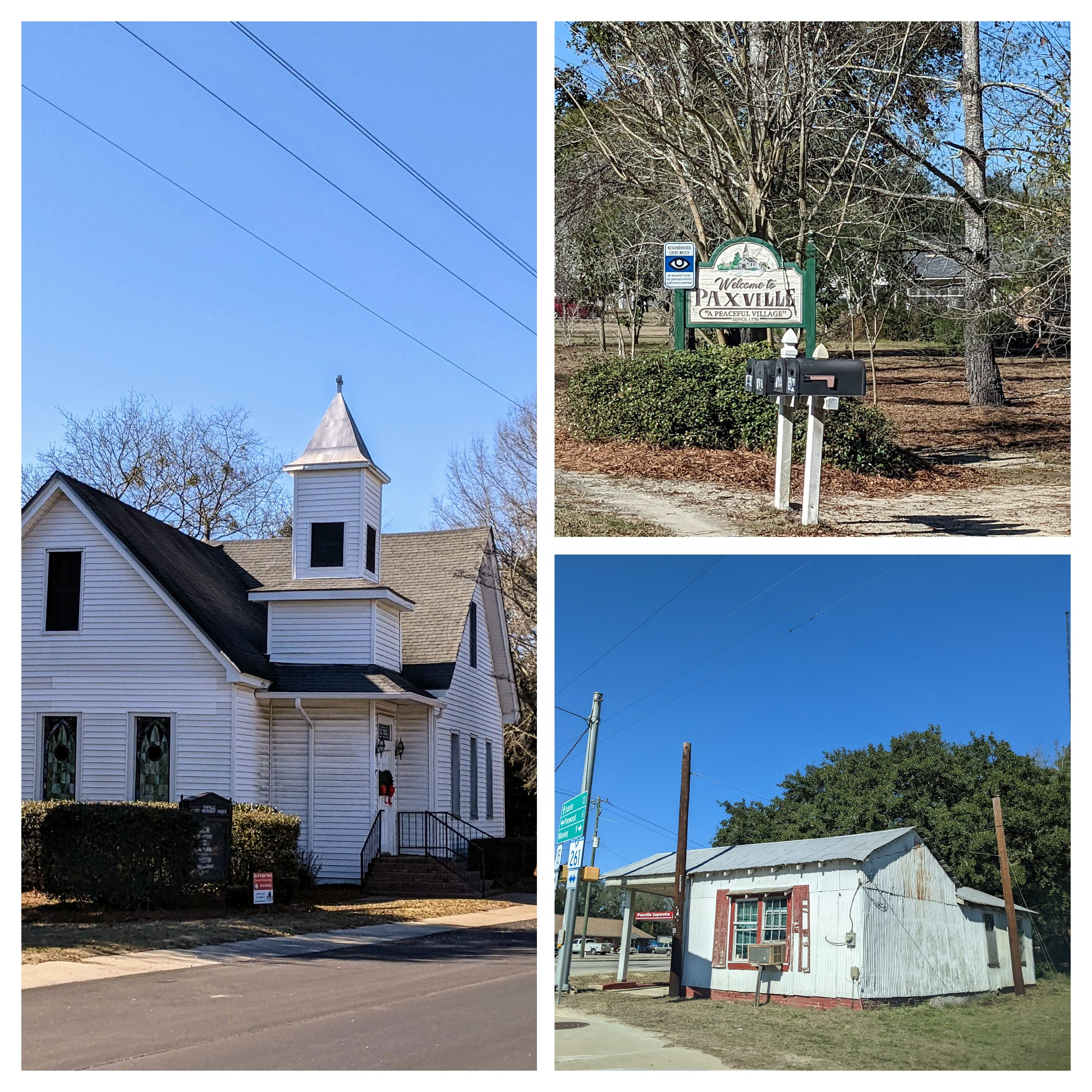
Paxville.

## Démographie
| 1910 | 1920 | 1930 | 1940 | 1950 | 1960 |
| ---- | ---- | ---- | ---- | ---- | ---- |
| 175  | 185  | 170  | 194  | 208  | 216  |

| 1970 | 1980 | 1990 | 2000 | 2010 | - |
| ---- | ---- | ---- | ---- | ---- | - |
| 261  | 244  | 218  | 248  | 185  | - |